# Clossiana diana
Clossiana diana är en fjärilsart som beskrevs av Jacob Hübner 1793. Clossiana diana ingår i släktet Clossiana och familjen praktfjärilar. Inga underarter finns listade i Catalogue of Life.